# Crotalaria singulifloroides
Crotalaria singulifloroides är en ärtväxtart som beskrevs av Rudolf Wilczek. Crotalaria singulifloroides ingår i släktet sunnhampor, och familjen ärtväxter. Inga underarter finns listade i Catalogue of Life.